# Alfredo Copello
Alfredo Copello (* 15. März 1903; † unbekannt) war ein argentinischer Leichtgewichtsboxer. Er nahm an den Olympischen Sommerspielen 1924 in Paris teil und gewann die Silbermedaille.

## Ergebnisse bei den Olympischen Spielen
- 1. Runde: Sieg gegen Walter White (Großbritannien) durch KO in der ersten Runde
- 2. Runde: Sieg gegen Luigi Marfut (Italien)
- Viertelfinale: Sieg gegen Ben Rothwell (USA)
- Halbfinale: Sieg gegen Jean Tholey (Frankreich)
- Finale: Niederlage gegen Hans Nielsen (Dänemark)